# EIF4E

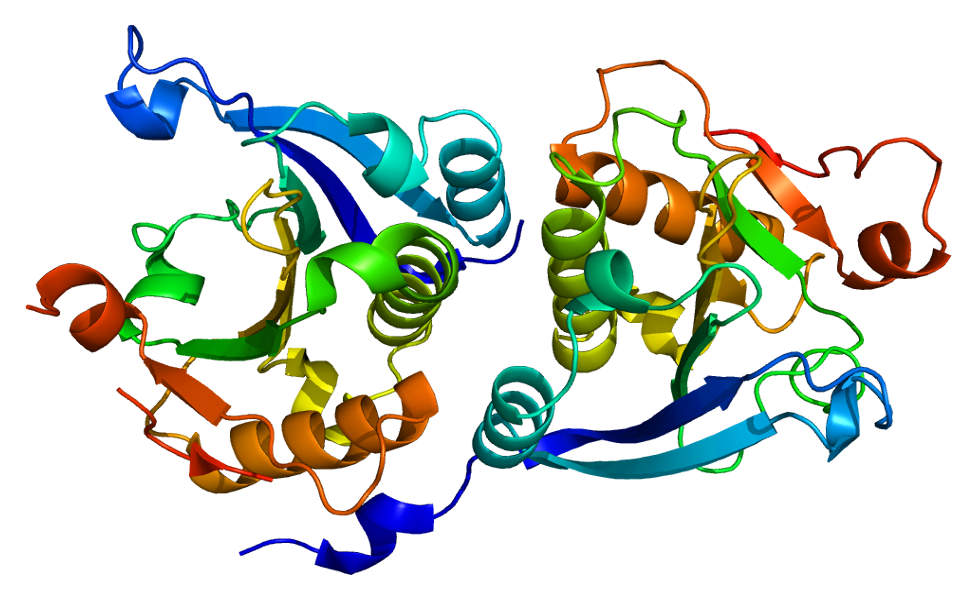
Shématisation de la structure de la protéine eIF4E

eIF4E est le facteur d'initiation de la traduction de l'ARN messager chez les Eucaryotes,.

## Structure et fonction
eIF4E participe au démarrage de la traduction des ARNm ainsi qu’à d’autres étapes du métabolisme de l’ARN qui nécessitent une liaison à la coiffe. Il s’agit d’un polypeptide de 24 kDa qui existe à la fois sous forme libre et dans le cadre du complexe de pré-initiation eIF4F. De nombreux ARNm cellulaires ont besoin d’eIF4E pour être traduits en protéines. Le polypeptide eIF4E est considéré par certains comme le composant limitant la vitesse de l’appareil de traduction pour les eucaryotes et est impliqué dans l’étape de liaison ARNm-ribosome de la synthèse des protéines.

## Le rôle d’eIF4E dans le cancer
Le rôle de l’eIF4E dans le cancer a été établi après qu'il fut découvert que la surexpression d’eIF4E provoque une transformation des fibroblastes en tumeur. Depuis cette première observation de nombreux groupes ont examiné ces résultats dans différentes lignées cellulaires. Ils ont observé que l’activité d’eIF4E est impliquée dans plusieurs cancers, notamment les cancers du sein, du poumon et de la prostate. En fait, le profilage transcriptionnel des tumeurs humaines métastatiques a révélé une signature métabolique distincte dans laquelle eIF4E est connu pour être constamment régulé à la hausse.